# Cerococcus froggatti
Cerococcus froggatti är en insektsart som beskrevs av Morrison 1927. Cerococcus froggatti ingår i släktet Cerococcus och familjen Cerococcidae. Inga underarter finns listade i Catalogue of Life.